# Vestjyllands Storkreds
Der Vestjyllands Storkreds ist ein Mehrpersonenwahlkreis bei Folketingswahlen in Dänemark. Er besteht seit der Folketingswahl 2007, zählt zum Landesteil Midtjylland-Nordjylland und besteht aus der westlichen Hälfte der Region Midtjylland. Vor 2007 bestanden auf diesem Gebiet das Ringkjøbing Amt, der südliche Teil des Viborg Amts sowie kleinere Teile aus dem Århus Amt und Vejle Amt.

## Opstillingskredse
Der Vestjyllands Storkreds umfasst elf Opstillingskredse (Aufstellungskreise). In Klammern angegeben ist die Zahl der Wahlberechtigten bei der Wahl 2022:
- 73 – Struer (30.360)
- 74 – Skive (34.512)
- 75 – Viborg Vest (38.124)
- 76 – Viborg Øst (32.889)
- 77 – Silkeborg Nord (34.230)
- 78 – Silkeborg Syd (37.895)
- 79 – Ikast (29.364)
- 80 – Herning Syd (30.871)
- 81 – Herning Nord (33.824)
- 82 – Holstebro (43.147)
- 83 – Ringkøbing (40.312)

## Wahlergebnisse

### Stimmenanteile
Der Wahlkreis war bis 2022 viermal in Folge von der liberalen Venstre gewonnen worden. Die Ergebnisse der Venstre liegen in diesem Wahlkreis stets deutlich höher als der Landesdurchschnitt, 2007 erreichte sie hier ihren Spitzenwert von über 37 Prozent der Stimmen. 2022 verlor sie diese Spitzenstellung an die Socialdemokraterne, während die Danmarksdemokraterne bei ihrem ersten Antreten auf 13,6 % kamen und damit im Vestjyllands Storkreds deutlich besser abschnitten als im landesweiten Durchschnitt.
| Wahl | Wahl  | Wahl- berechtigte | Wahl- beteiligung | A    | B   | C   | D   | E   | F   | I 1 | K   | M   | O    | P   | Q   | V    | Æ    | Ø   | Å   | Sonst. |
| ---- | ----- | ----------------- | ----------------- | ---- | --- | --- | --- | --- | --- | --- | --- | --- | ---- | --- | --- | ---- | ---- | --- | --- | ------ |
| 2007 | [ 2 ] | 375.087           | 87,3              | 23,0 | 3,9 | 7,7 | —   | —   | 9,4 | 2,1 | 2,8 | —   | 13,0 | —   | —   | 37,3 | —    | 0,8 | —   | —      |
| 2011 | [ 3 ] | 377.748           | 88,4              | 23,0 | 7,3 | 3,8 | —   | —   | 8,1 | 4,9 | 2,9 | —   | 12,2 | —   | —   | 34,3 | —    | 3,5 | —   | 0,0    |
| 2015 | [ 4 ] | 379.631           | 86,9              | 24,5 | 2,8 | 4,9 | —   | —   | 3,6 | 5,9 | 2,3 | —   | 21,3 | —   | —   | 27,4 | —    | 4,5 | 2,6 | 0,0    |
| 2019 | [ 5 ] | 383.367           | 85,4              | 24,6 | 5,3 | 9,2 | 1,7 | 0,6 | 6,2 | 2,2 | 5,3 | —   | 08,4 | 1,6 | —   | 29,8 | —    | 3,4 | 1,7 | —      |
| 2022 | [ 1 ] | 385.528           | 85,5              | 25,3 | 1,9 | 8,1 | 3,1 | —   | 6,4 | 7,8 | 1,5 | 6,8 | 02,0 | —   | 0,2 | 19,4 | 13,6 | 2,3 | 1,5 | 0,1    |

### Mandate
Der Vestjyllands Storkreds wird seit 2011 mit 13 Wahlkreismandaten bemessen. In Klammern angegeben ist zudem die Zahl der Ausgleichsmandate, die zusätzlich an Kandidaten aus dem Wahlkreis fielen. 
| Wahl | Gesamt | A   | B     | C     | F     | I 1   | M   | O   | V     | Æ   | Ø     | Å     |
| ---- | ------ | --- | ----- | ----- | ----- | ----- | --- | --- | ----- | --- | ----- | ----- |
| 2007 | 14 (2) | 4 — | 0 (1) | 1 —   | 1 (1) | 0 —   | —   | 2 — | 6 —   | —   | 0 —   | —     |
| 2011 | 13 (3) | 4 — | 1 —   | 0 —   | 1 —   | 0 (1) | —   | 2 — | 5 (1) | —   | 0 (1) | —     |
| 2015 | 13 (4) | 4 — | 0 (1) | 0 (1) | 0 —   | 1 —   | —   | 3 — | 5 —   | —   | 0 (1) | 0 (1) |
| 2019 | 13 (3) | 4 — | 1 —   | 1 (1) | 1 —   | 0 (1) | —   | 1 — | 5 —   | —   | 0 (1) | 0 —   |
| 2022 | 13 (1) | 4 — | 0 —   | 1 (1) | 1 —   | 1 —   | 1 — | 0 — | 3 —   | 2 — | 0 —   | 0 —   |